# Puentes romanos

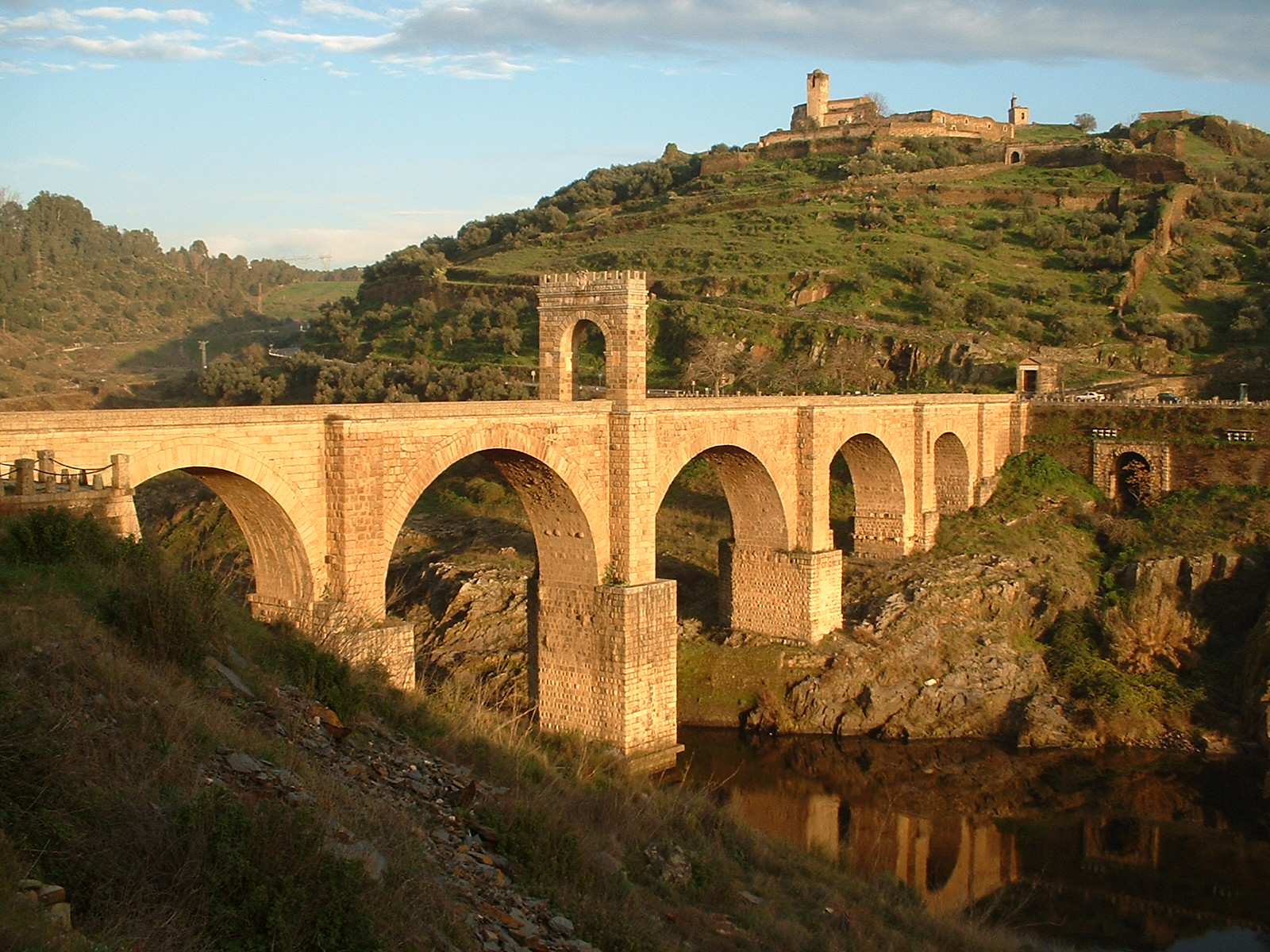
El Puente de Alcántara, España, una obra maestra de la construcción de puentes antiguos

Los puentes romanos, construidos por los antiguos romanos, fueron los primeros puentes grandes y duraderos que se construyeron. Los puentes romanos se construían con piedra y tenían el arco como estructura básica. La mayoría utilizaba también hormigón, que los romanos fueron los primeros en utilizarlo para los puentes.

## Tipología
| Europa        | 800 |
| ------------- | --- |
| Base italiana | 460 |
| España        | 142 |
| Francia       | 172 |
| Alemania      | 130 |
| Gran Bretaña  | 129 |
| Portugal      | 114 |
| Yugoslavia    | 113 |
| Suiza         | 111 |
| Grecia        | 110 |
| Holanda       | 114 |
| Bulgaria      | 113 |
| Luxemburgo    | 113 |
| Albania       | 112 |
| Austria       | 112 |
| Bélgica       | 112 |
| Rumanía       | 112 |
| Hungría       | 111 |

| Asia     | 174 |
| -------- | --- |
| Turquía  | 155 |
| Siria    | 117 |
| Jordania | 115 |
| Líbano   | 114 |
| Israel   | 112 |
| Irak     | 111 |

| África  | 157 |
| ------- | --- |
| Túnez   | 133 |
| Argelia | 119 |
| Libia   | 115 |

Al igual que con la bóveda y la cúpula, los romanos fueron los primeros en darse cuenta del potencial de los arcos para la construcción de puentes.

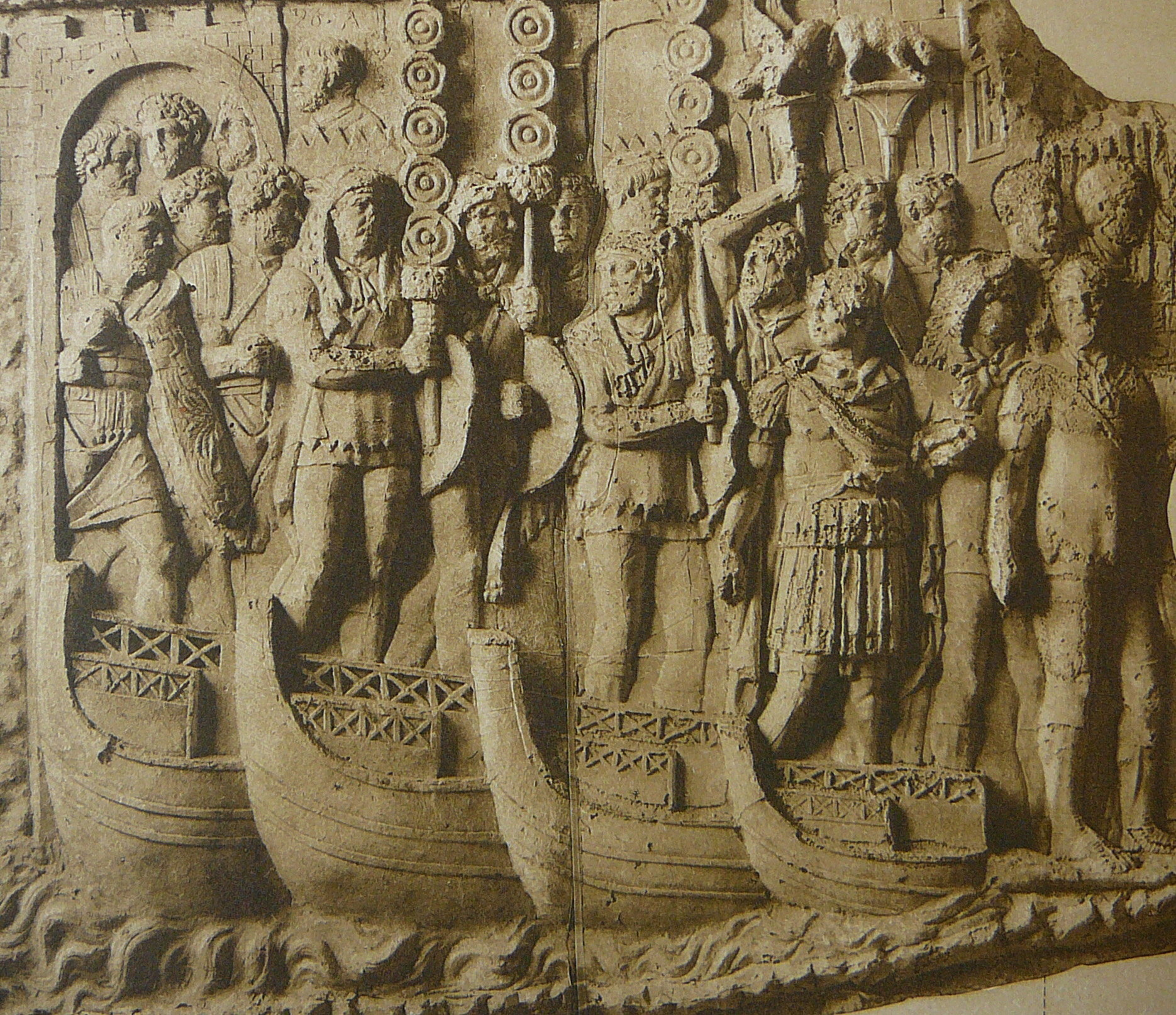
Puente romano de pontones sobre el bajo Danubio

En una lista de puentes romanos elaborada por el ingeniero Colin O'Connor figuran 330 puentes romanos de piedra para el tráfico, 34 puentes romanos de madera y 54 puentes romanos de acueducto, una parte importante de los cuales sigue en pie e incluso se utiliza para transportar vehículos. Un estudio más completo realizado por el erudito italiano Vittorio Galliazzo encontró 931 puentes romanos, en su mayoría de piedra, en nada menos que 26 países diferentes.
Los puentes de arco romanos solían ser semicirculares, aunque algunos eran segmentarios (como el Puente de Alconétar). Un arco escarzano es un arco que tiene menos de un semicírculo. Las ventajas del puente de arco rebajado eran que permitía el paso de grandes cantidades de agua de crecida por debajo, lo que evitaba que el puente fuera arrastrado durante las inundaciones y el propio puente podía ser más ligero. Por lo general, los puentes romanos contaban con piedras de arco primario en forma de cuña (dovelas) del mismo tamaño y forma. Los romanos construyeron tanto vanos individuales como largos acueductos de arcos múltiples, como el Puente del Gard y el Acueducto de Segovia. Sus puentes incorporaron desde muy pronto aberturas de inundación en los pilares, por ejemplo en el Puente Fabricio de Roma (62 a. C.), uno de los puentes importantes más antiguos del mundo que sigue en pie. Los ingenieros romanos fueron los primeros, y hasta la Revolución Industrial los únicos, en construir puentes con hormigón, que llamaron opus caementicium. El exterior solía estar revestido de ladrillo o sillar, como en el Puente de Alcántara.
Los romanos también introdujeron los puentes de arco rebajado en la construcción de puentes. El Puente de Limira, de 330 m de longitud, situado en el suroeste de Turquía, presenta 26 arcos segmentados con una relación media entre la luz y la altura de 5,3:1, lo que confiere al puente un perfil inusualmente plano que no ha sido superado durante más de un milenio. El Puente de Trajano sobre el Danubio contaba con arcos segmentados de vanos abiertos de madera (sobre pilares de hormigón de 40 m de altura). Este fue el puente de arco más largo durante mil años, tanto en términos de longitud total como de vanos individuales, mientras que el puente romano más largo que se conserva es el Puente Romano de Mérida, de 790 m de longitud.
El puente romano de Karamagara, en Capadocia, puede ser el primer puente con arco apuntado que se conserva.

### Formas de arco

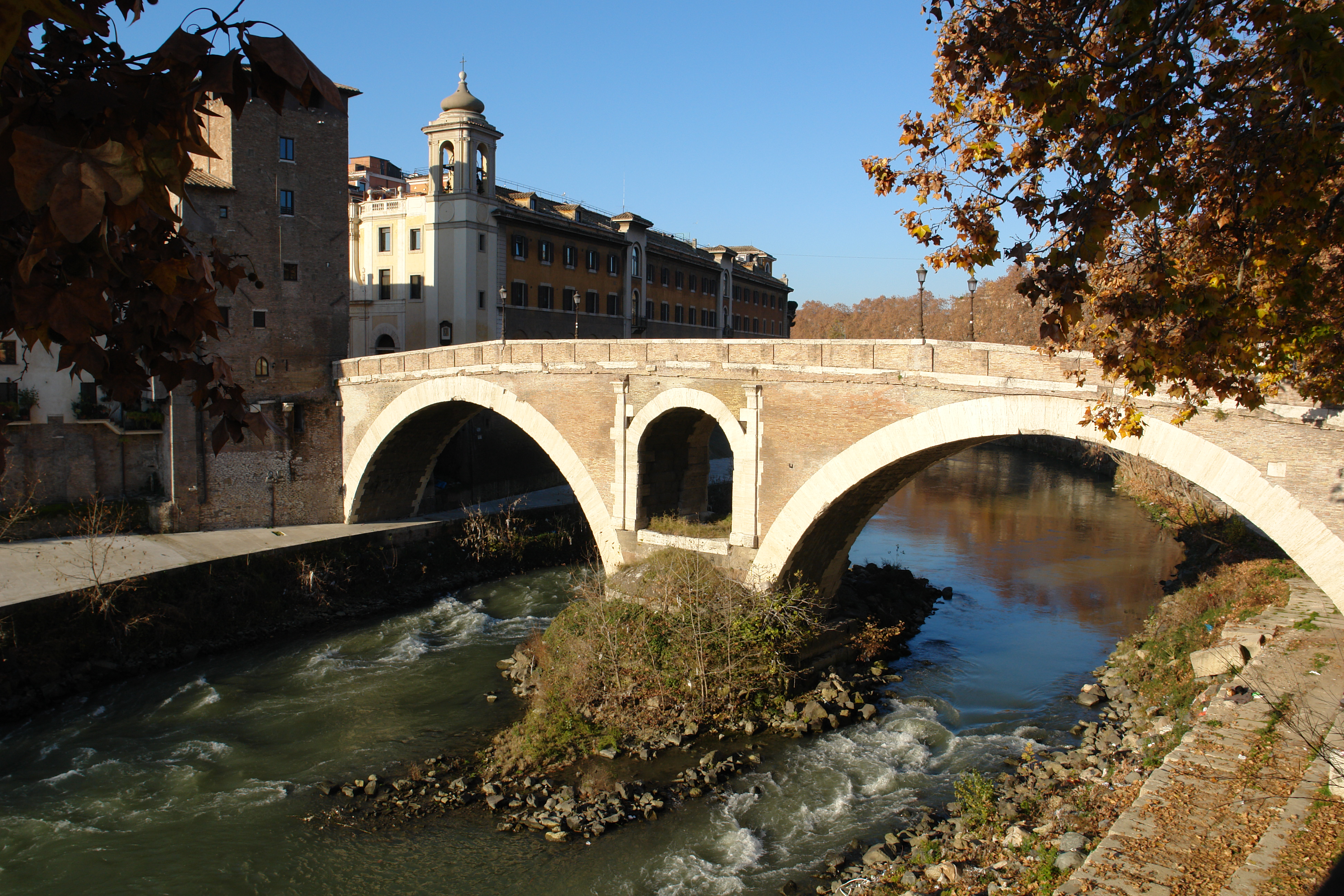
Puente Fabricio en Roma, Italia

Los primeros puentes de arco romanos, influidos por la antigua noción de la forma ideal del círculo, describen a menudo un círculo completo, con el arco de piedra continuando bajo tierra. Un ejemplo típico es el Puente Fabricio de Roma. Más tarde, los puentes romanos de mampostería se apoyaban sobre todo en arcos semicirculares o, en menor medida, en arcos segmentados. En cuanto al diseño posterior, que muestra una temprana concentración local en el noreste de Italia, pero que puede encontrarse disperso por todo el imperio, el Puente de Limira, el de Alconétar y el Puente de San Lorenzo son ejemplos destacados. Además, otras formas de arco hacen raras apariciones, en algunos casos de las cuales no se pueden descartar deformaciones posteriores. El Puente de Karamagara, de la antigüedad tardía, representa un ejemplo temprano del uso de arcos apuntados.

### Características típicas

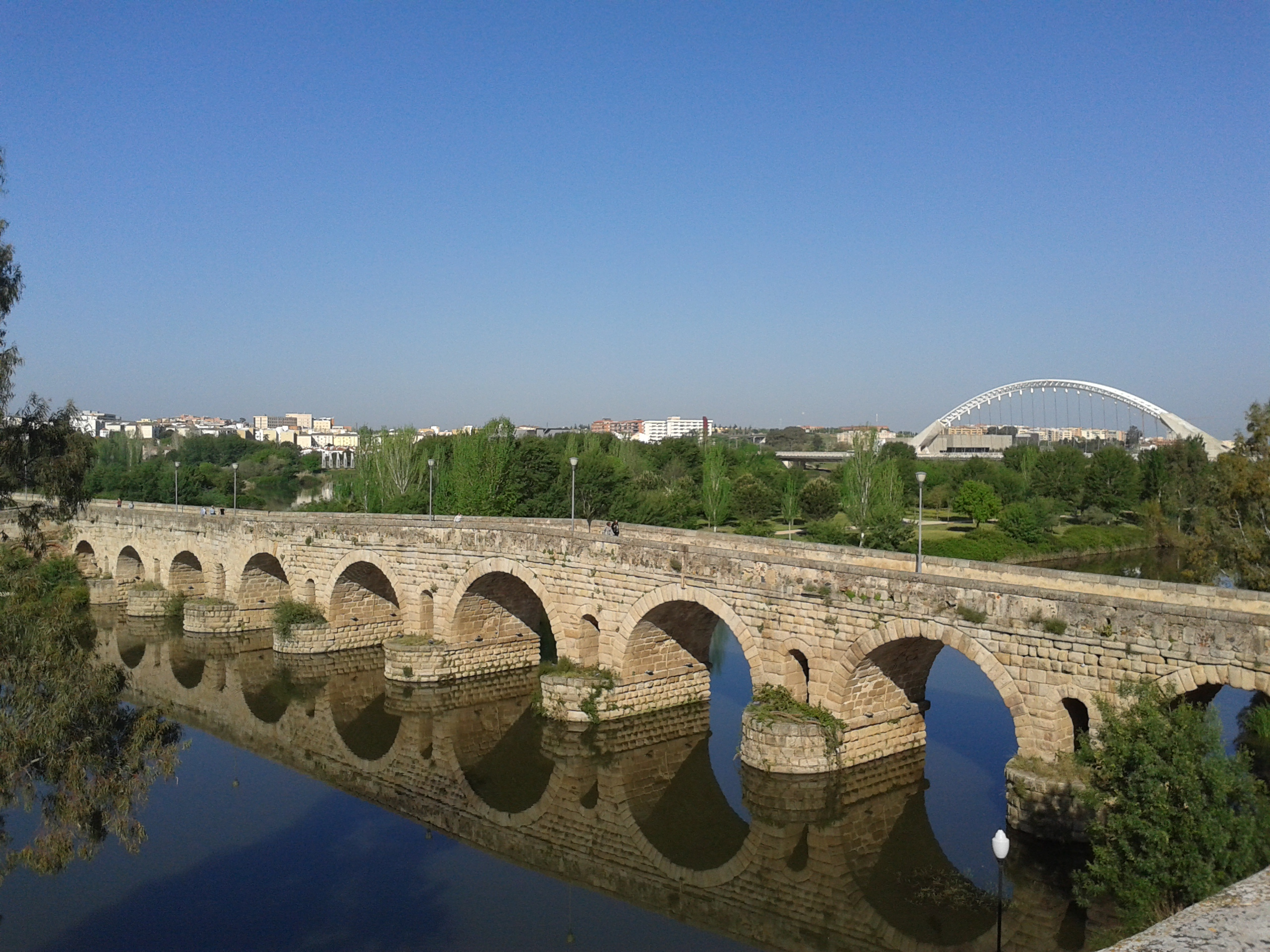
Puente Romano, Mérida, España. Con una longitud total de 792 m y aún en uso, es el mayor puente romano que se conserva

- Muchos tienen más de 5 metros de ancho
- La mayoría de ellos se inclinan ligeramente
- Muchos tienen trabajo rústico
- La mampostería está formada por hileras y cabeceras alternas; es decir, una capa de piedras rectangulares se coloca en sentido longitudinal y la siguiente capa tiene los extremos hacia el exterior.
- Piedras unidas con juntas de cola de milano o barras metálicas
- Hendiduras en las piedras para sujetar las herramientas de agarre

(Fuente Traianus – Un esfuerzo por identificar los puentes romanos construidos en la antigua Hispania)

## Opus pontis
Los costes de construcción y reparación de los puentes, conocidos como opus pontis ("trabajo de los puentes"), eran responsabilidad de múltiples municipios locales. Los costes compartidos demuestran que los puentes romanos pertenecían a la región en su conjunto, y no a una sola ciudad (o dos, si estaban en la frontera). El Puente de Alcántara, en Lusitania, por ejemplo, se construyó a expensas de 12 municipios locales, cuyos nombres se añadieron en una inscripción. Más tarde, en el Imperio romano, los señores locales de la tierra debían pagar los diezmos al imperio en concepto de opus pontis. Los anglosajones continuaron esta práctica con bricg-geworc, una traducción literal de '"opus pontis.

## Ejemplos

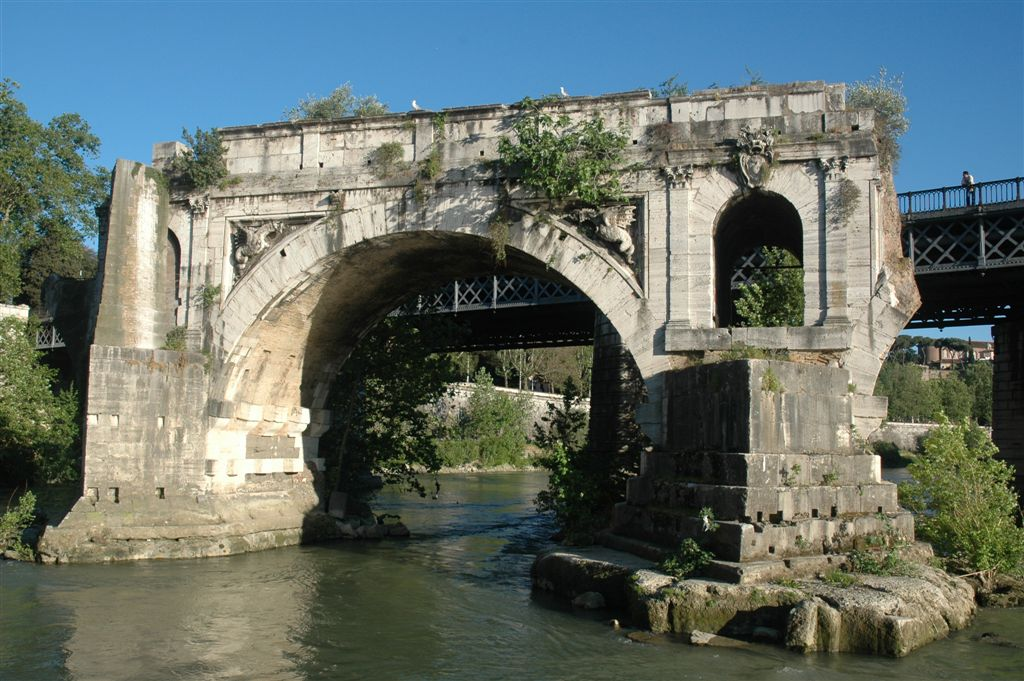
El arco restante del Ponte Rotto, situado en medio del Tíber

Construido en el año 142 a. C., el Puente Aemilius, posteriormente llamado Ponte Rotto (puente roto), es el puente de piedra romano más antiguo de Roma, Italia.
El mayor puente romano fue el de Trajano sobre el bajo Danubio, construido por Apolodoro de Damasco, que siguió siendo durante más de un milenio el puente más largo que se ha construido tanto en términos de longitud total como de vano. En la mayoría de los casos, se encontraban al menos dos metros por encima de la masa de agua.
Un ejemplo de construcción de puentes militares temporales es el Puente de Julio César en el Rin.

### Grandes puentes fluviales
Los ingenieros romanos construyeron puentes de arco de piedra o de pilares de piedra sobre todos los ríos importantes de su Imperio, excepto dos: el Éufrates, que se encontraba en la frontera con los imperios persas rivales, y el Nilo, el río más largo del mundo, que fue "puenteado" hasta 1902 por la antigua presa británica de Asuán.
Los mayores ríos atravesados por puentes sólidos por los romanos fueron el Danubio y el Rin, los dos mayores ríos europeos al oeste de la estepa euroasiática. El bajo Danubio fue cruzado por al menos dos (Puente de Trajano, Puente de Constantino) y el medio y bajo Rin por cuatro puentes diferentes (Puente Romano de Maguncia, Puente de Julio César en el Rin, Puente Romano de Coblenza, Puente Romano de Colonia). Para los ríos con fuertes corrientes y para permitir los movimientos rápidos del ejército, también se empleaban habitualmente puentes de pontones. Si se tiene en cuenta la ausencia de registros de puentes sólidos premodernos que crucen ríos grandes, la hazaña romana parece no tener parangón en ningún lugar del mundo hasta entrado el siglo XIX.

## Galería

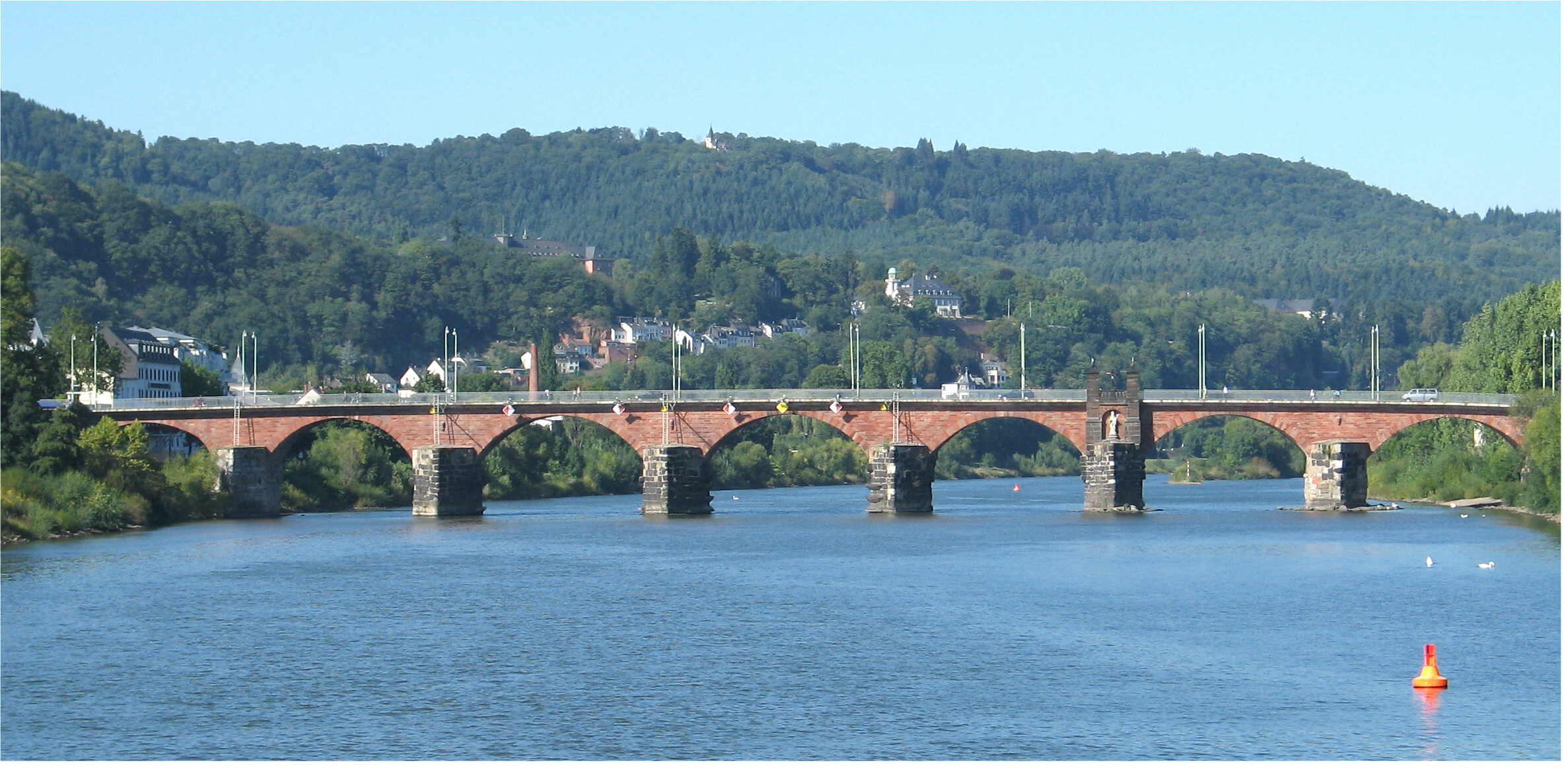
Puente romano de Tréveris, Alemania
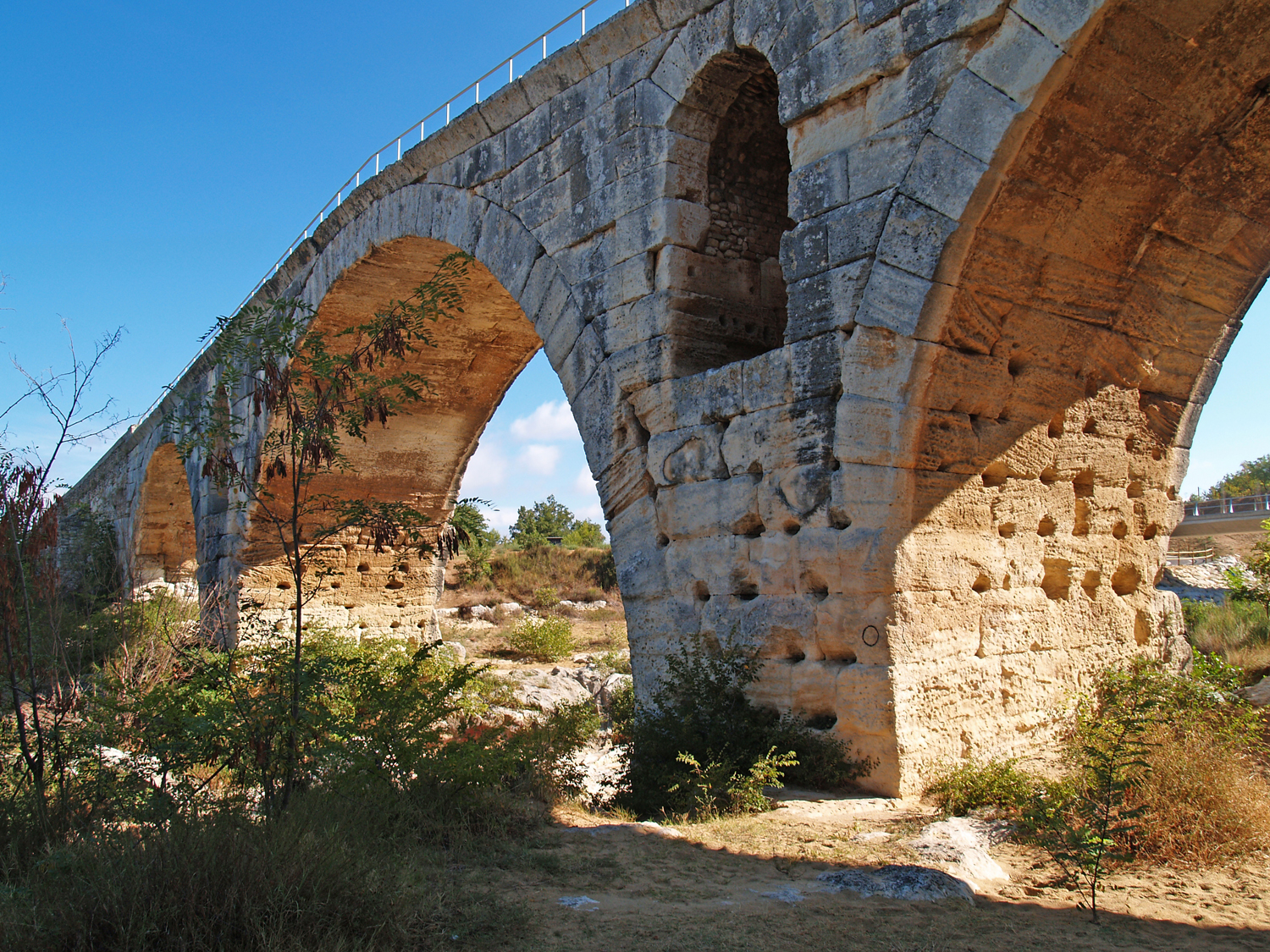
Puente Julián en Apt, Francia
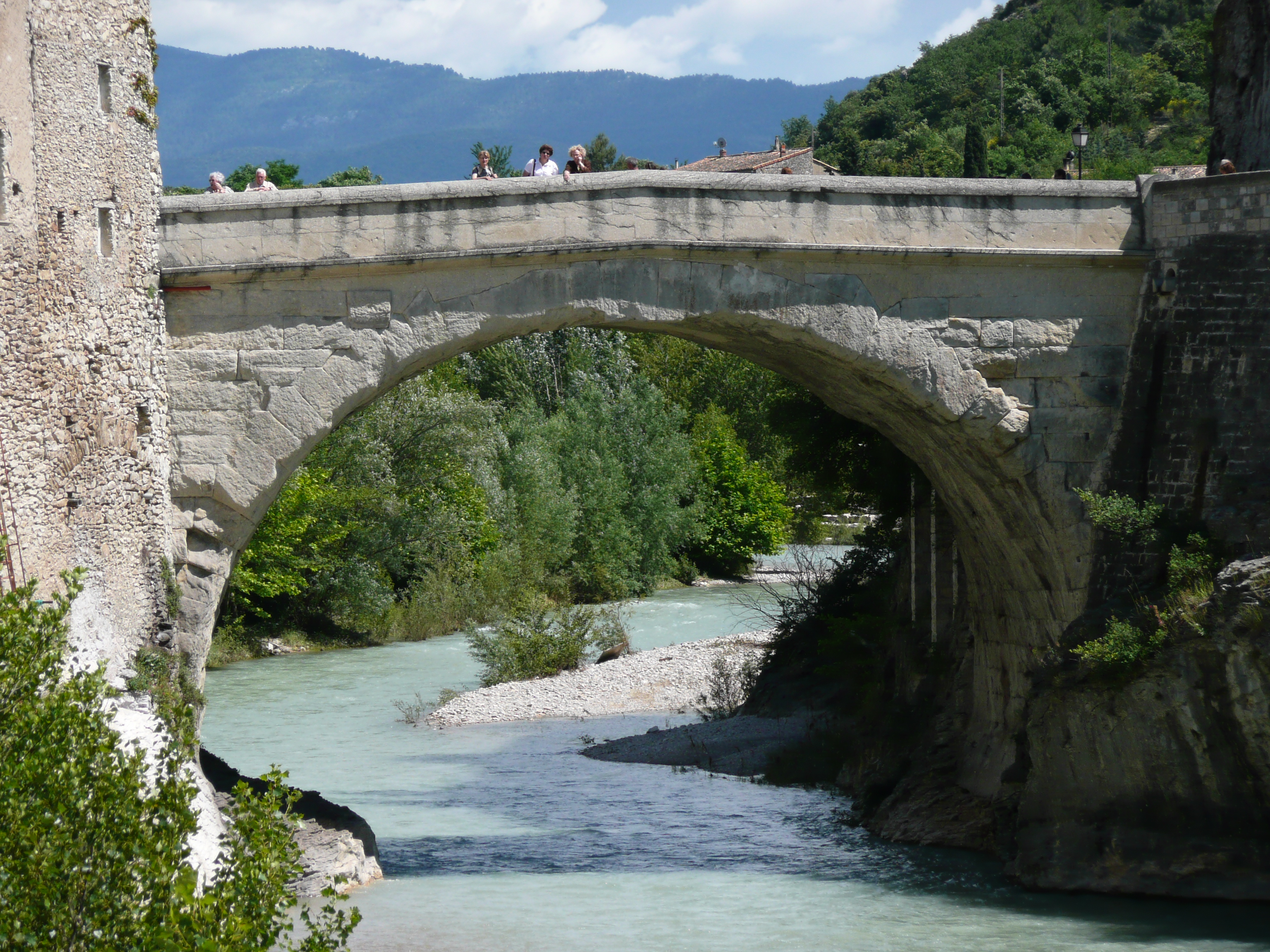
El puente romano de Vaison-la-Romaine, Francia
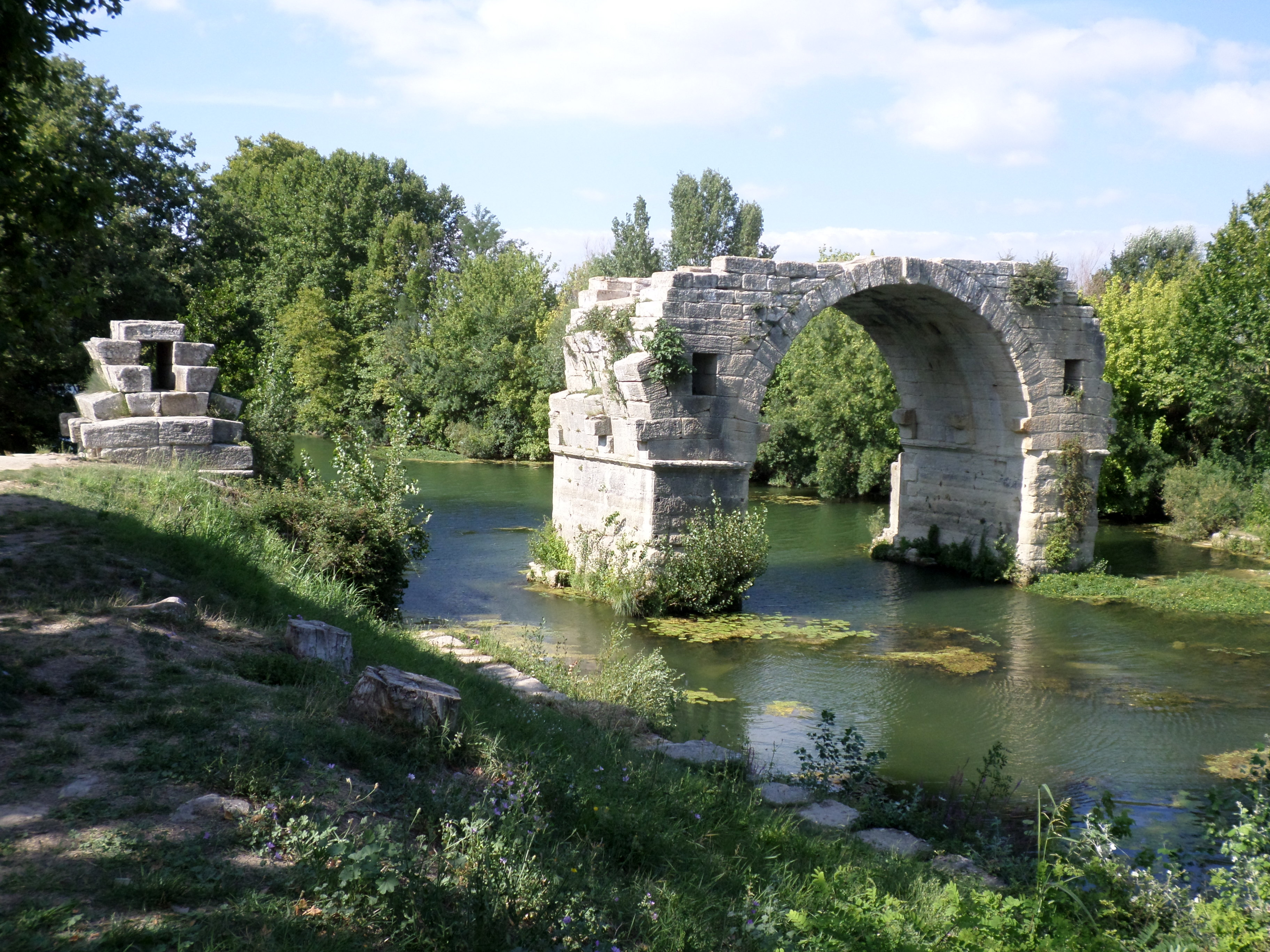
Puente Ambroix, Francia
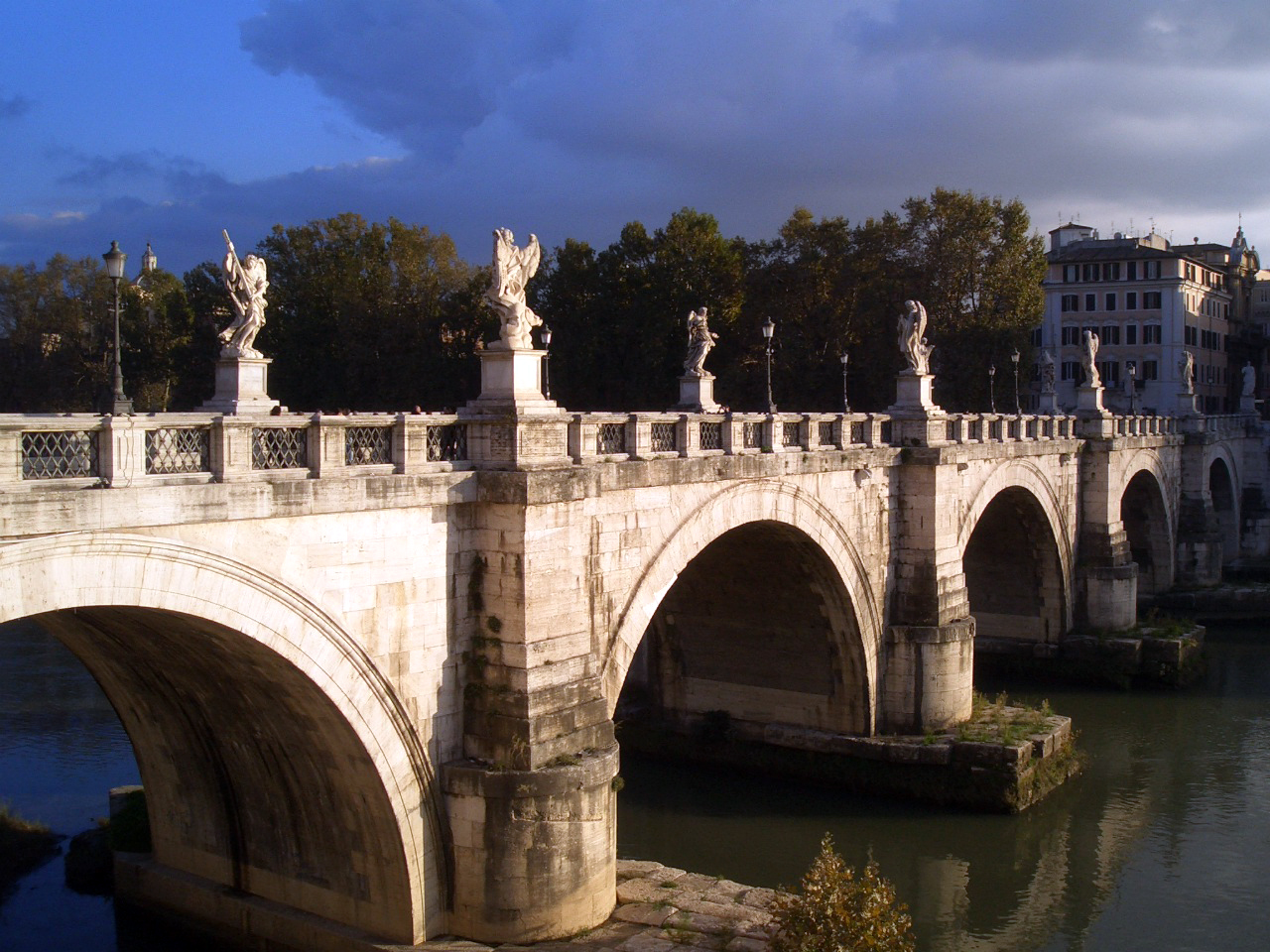
Puente Sant'Angelo en Rome, Italia
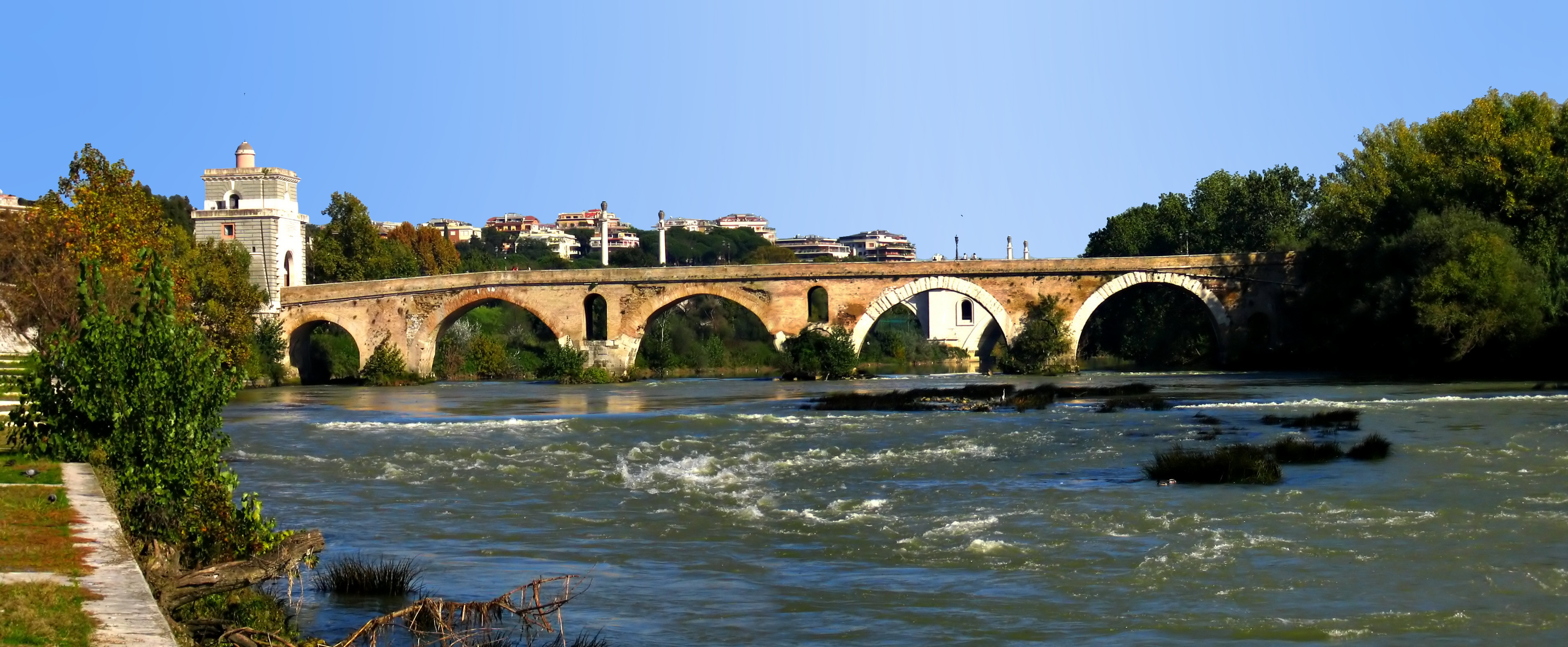
Puente Milvio en Roma, Italia
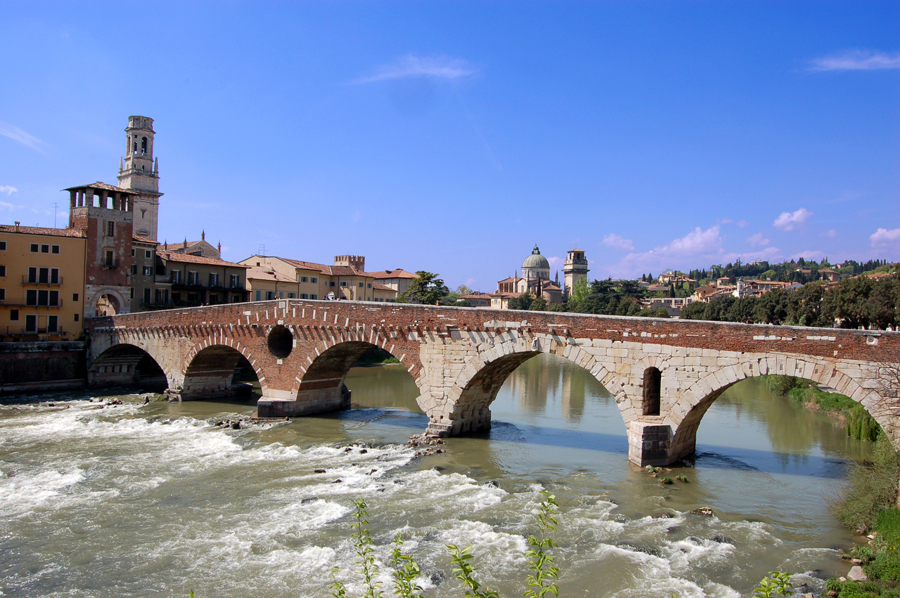
Puente de Piedra en Verona, Italia
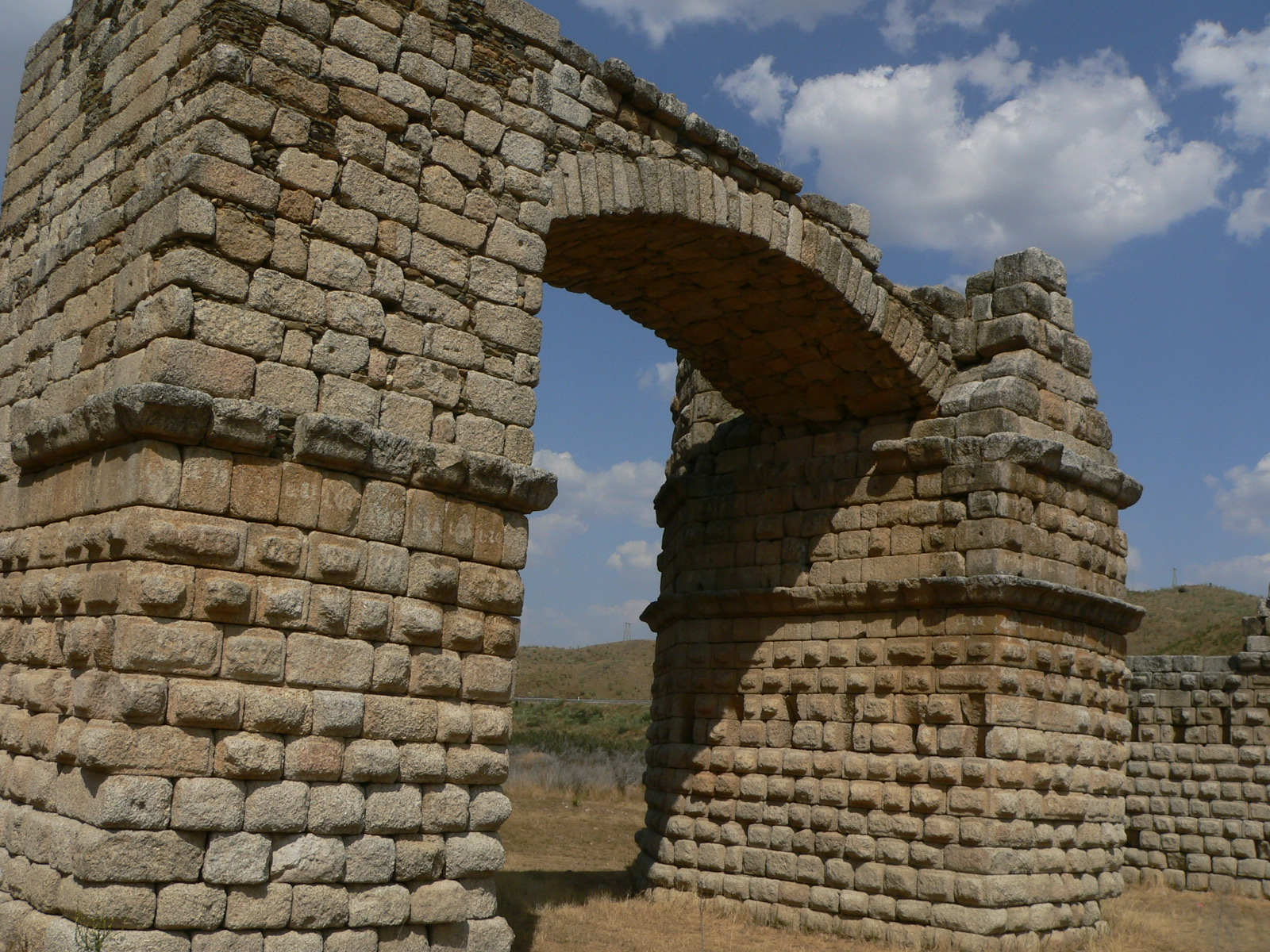
Puente de Alconétar, España
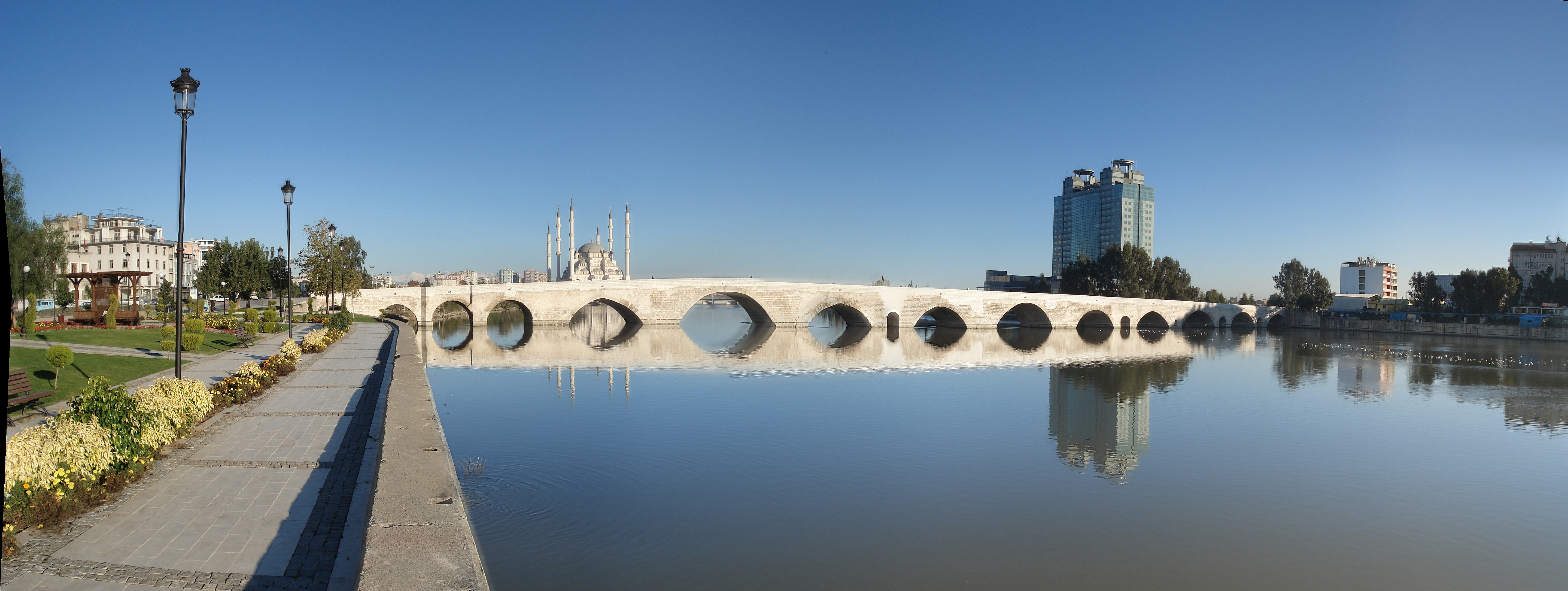
Taşköprü, en Adana, región de Cilicia, Turquía
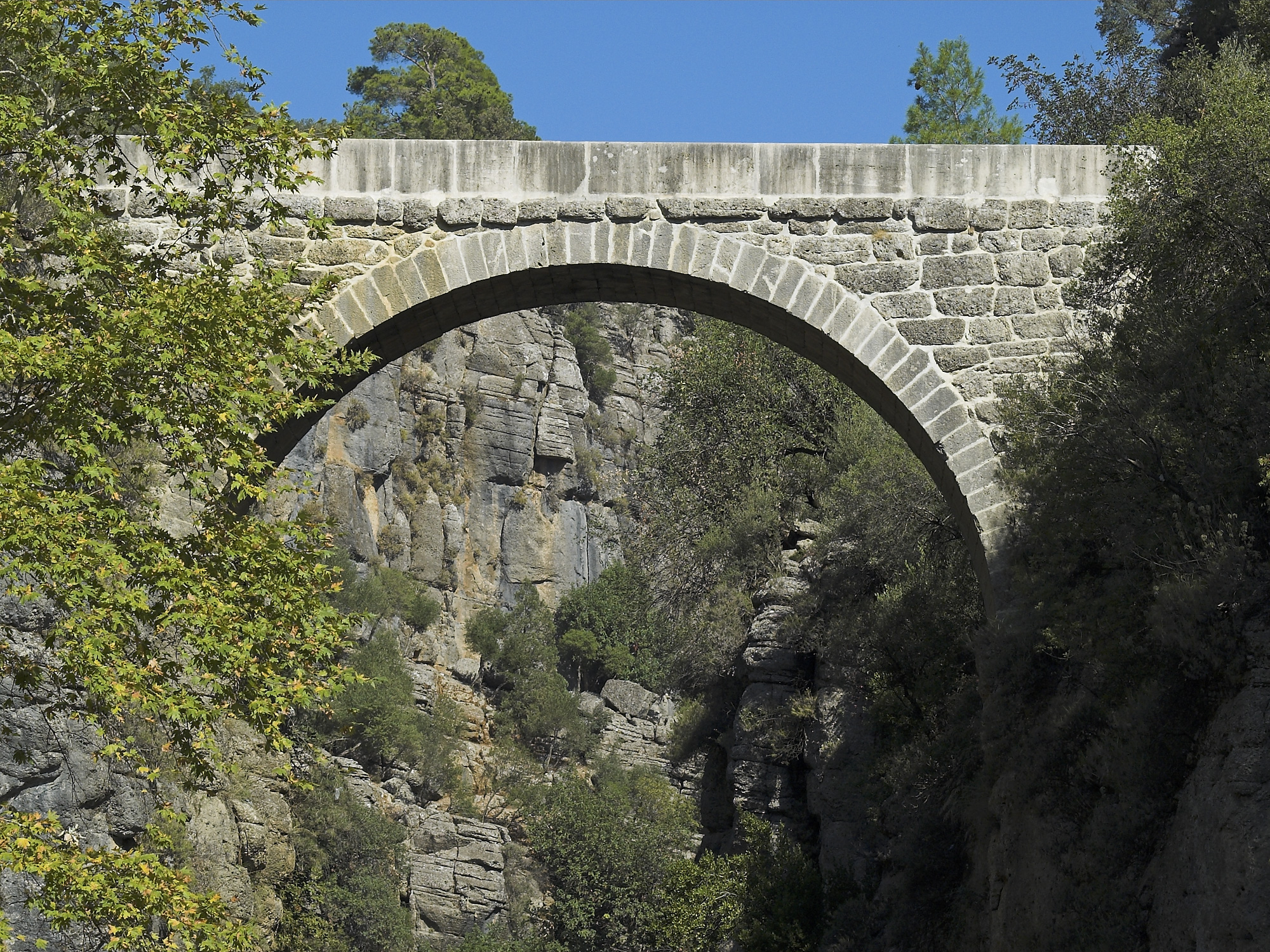
Puente del Eurimedonte, Turquía
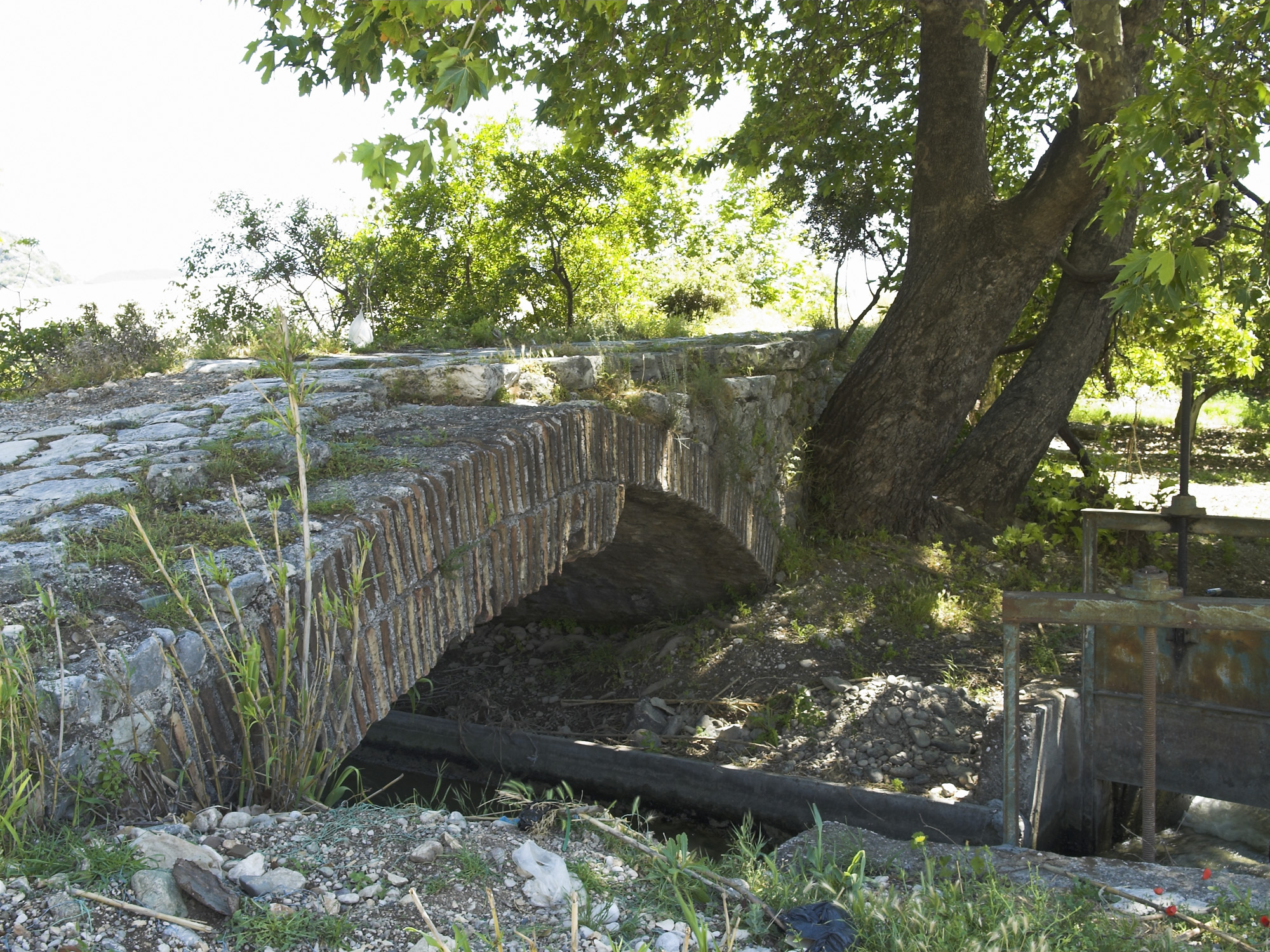
Puente de Limira, Turquía
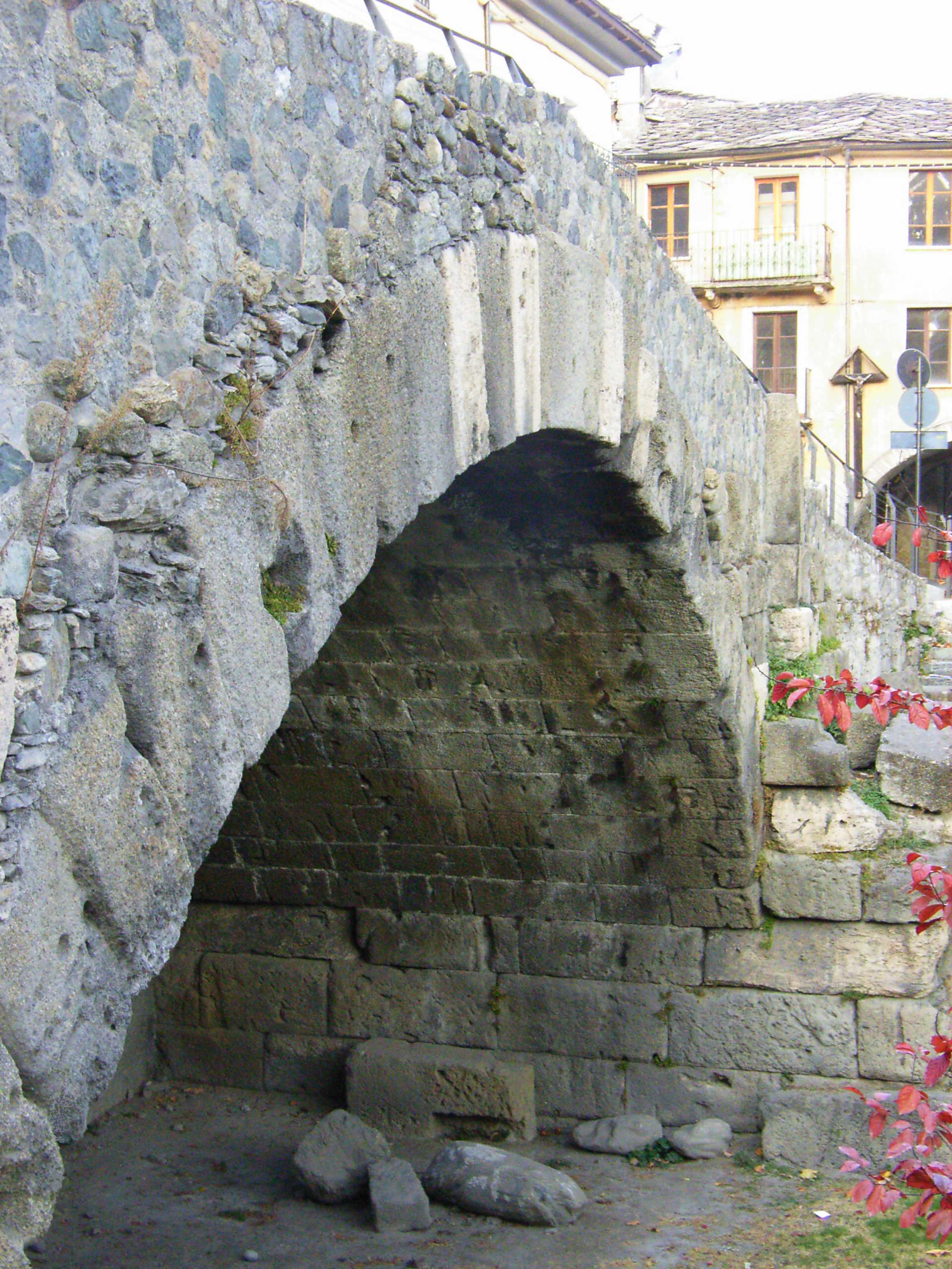
Puente de Pierre (Aosta), Valle de Aosta, Italia
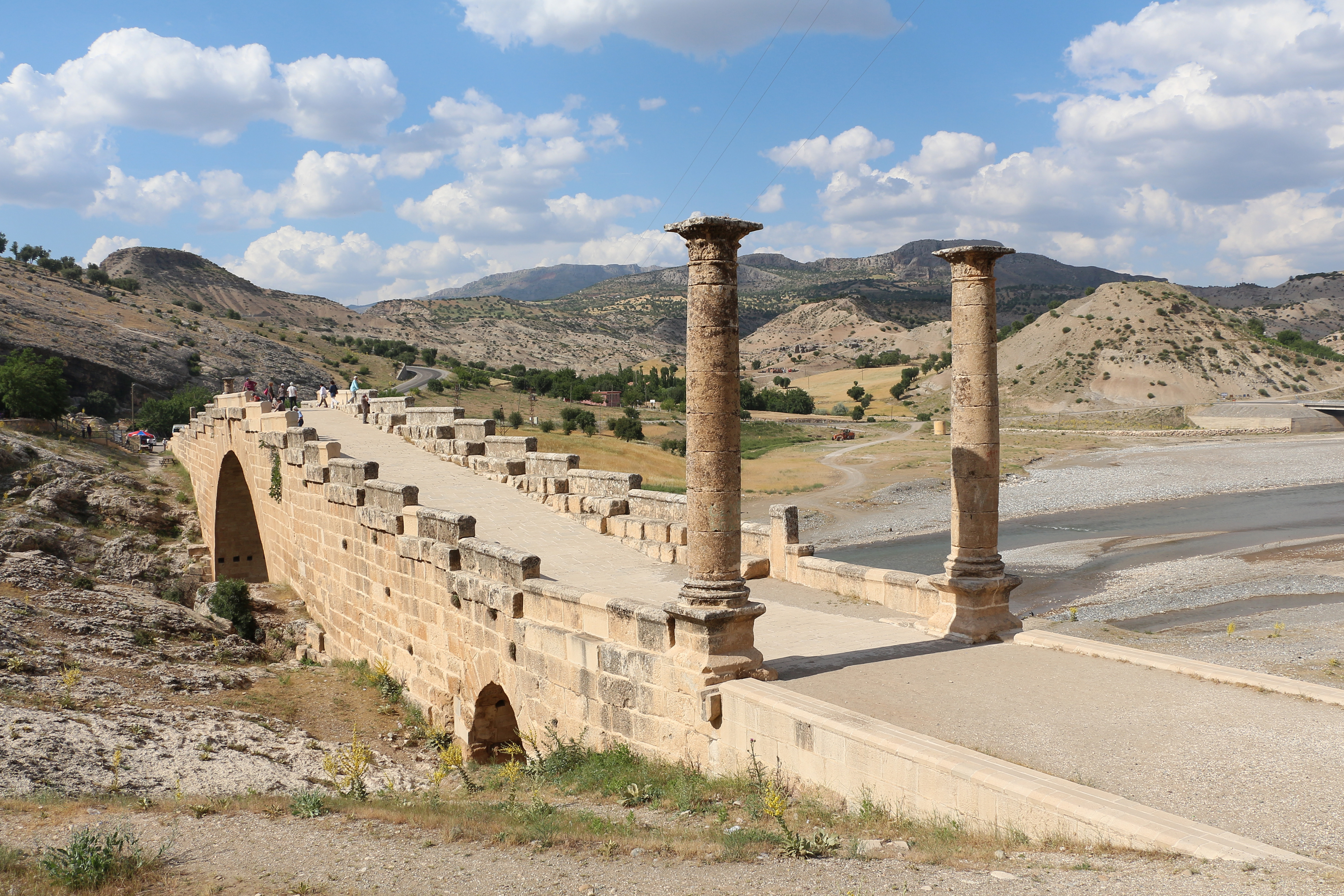
Puente de Septimio Severo, Turquía
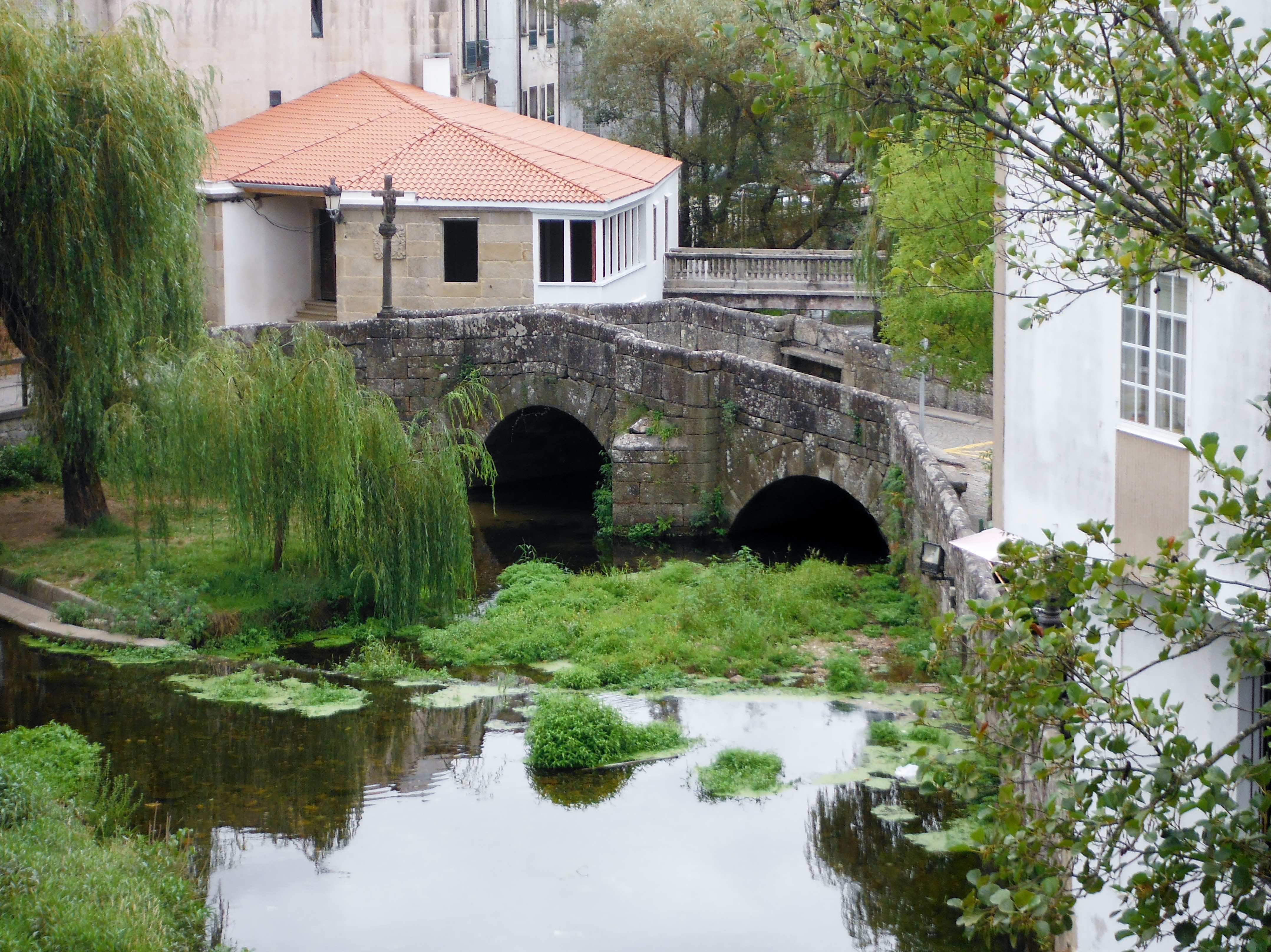
Puente de Bermaña, en Caldas de Reis, España
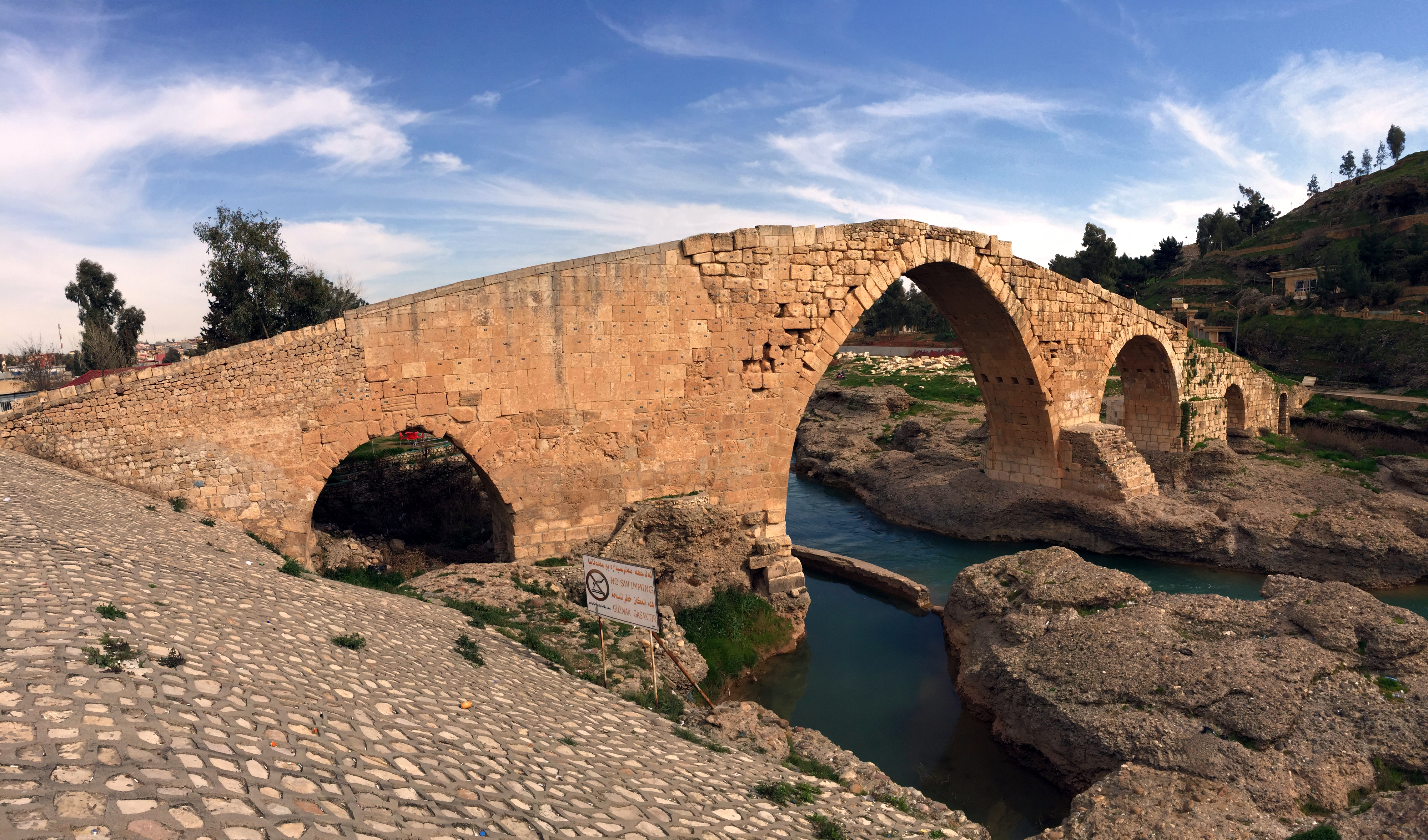
Pira Delal, en Zakho, región del Kurdistan, Iraq